# Michael Tollin
Michael "Mike" Tollin (Pittsburgh, 10 juni 1955) is een Amerikaans televisie en filmregisseur, -producent en scenarioschrijver. Enkele grote projecten waar Tollin aan heeft gewerkt, zijn Radio, Coach Carter en Varsity Blues. Recentelijk werkt hij samen met Brian Robbins. Samen hebben ze een productiebedrijf, Tollin/Robbins Productions. Ze produceerde met dit bedrijf veel voor Nickelodeon, waaronder All That, The Amanda Show en Kenan & Kel. Ook series als One Tree Hill, Smallville, What I Like About You en The Bronx is Burning zijn geproduceerd door Tollin en Robbins. Bij de aftiteling van series wordt Tollin bijna altijd als Mike Tollin getoond.

## Filmografie

### Producent
- Tulia (2008)
- Smallville (146 afleveringen, 2001-2008)
- One Tree Hill (42 afleveringen, 2004-2008)
- The Bronx Is Burning (2007)
- Unstrung (2007)
- Wild Hogs (2007)
- Norbit (2007)
- What I Like About You (68 afleveringen, 2002-2006)
- Crumbs (2 afleveringen, 2006)
- Bonds on Bonds (2006)
- Inconceivable (2005)
- Dreamer: Inspired by a True Story (2005)
- All That (21 afleveringen, 2000-2005)
- Coach Carter (2005)
- Hardwood Dreams: Ten Years Later (2004)
- The Days (2004)
- Earthquake (2004)
- The Perfect Score (2004)
- Radio (2003)
- I'm with Her (2003)
- Black Sash (2003)
- Twins (2003)
- The Flannerys (2003)
- Birds of Prey (2002)
- Slamball (2002)
- The Nick Cannon Show (2 afleveringen, 2002)
- Big Fat Liar (2002)
- St. Sass (2002)
- Hardball (2001)
- Summer Catch (2001)
- The Amanda Show (9 afleveringen, 2000-2001)
- The Nightmare Room (2001)
- Ready to Rumble (2000)
- Varsity Blues (1999)
- Cousin Skeeter (1998)
- Kenan & Kel (1997)
- Good Burger (1997)
- The Show (1995)
- Hank Aaron: Chasing the Dream (1995)
- The Final Season (1988)

### Schrijver
- All That (33 afleveringen, 1997-2005)
- All That 10th Anniversary Reunion Special (2005)
- Hank Aaron: Chasing the Dream (1995)
- The Baseball Bunch (1982)

### Regisseur
- Radio (2003)
- Summer Catch (2001)
- Cousin Skeeter (1998)
- Arli$$ (1996)
- Hank Aaron: Chasing the Dream (1995)
- Hardwood Dreams (1993)
- The Final Season (1988)